# Grafschaft Arnsberg

Wappen der Grafen von Arnsberg

Die Grafschaft Arnsberg entstand im 11. Jahrhundert durch Übersiedlung der Grafen von Werl nach Arnsberg. Zu diesem Zeitpunkt hatten diese ihren weitgespannten Herrschaftsbereich, der zeitweise von der Nordsee bis zum Sauerland reichte, weitgehend verloren. Auch als der Schwerpunkt der Grafschaft nach Arnsberg verlagert wurde, war die Geschichte des Territoriums von der Bedrohung benachbarter starker Territorien (v. a. Grafschaft Mark, Erzstift Köln) gekennzeichnet und musste teilweise erhebliche Gebietsverluste hinnehmen. Statt einer Expansionspolitik nach außen betrieben die Grafen eine systematische Politik des Landesausbaus und der Territorialisierung. Als sich abzeichnete, dass Graf Gottfried IV. kinderlos bleiben würde und andere Nachfolgeregelungen nicht zustande kamen, verkaufte er die Grafschaft 1368 an das Erzstift Köln. Das Gebiet der Grafschaft Arnsberg rundete das Territorium des kölnischen Herzogtums Westfalen ab und wurde zu dessen Zentrum.

## Politische Geschichte

### Grafen von Werl-Arnsberg

Hauptlinie der Grafen von Arnsberg

Arnsberg war im Besitz der Grafen von Werl. Eine Voraussetzung für die Verlagerung des Herrschaftsschwerpunktes von Werl nach Arnsberg war der Bau einer Burg. Die erste Burg bei Arnsberg war die sogenannte Alte Burg oder Rüdenburg, erbaut um 1050/65 durch Graf Bernhard II. von Werl. Wichtiger wurde die um 1080 unter dem Grafen Konrad II. erbaute neue Burg, aus der später das Schloss Arnsberg hervorging. Wahrscheinlich verlagerte bereits Konrad den Schwerpunkt seiner Herrschaft von Werl nach Arnsberg. Vollständig kam dieser Wandel erst unter seinem Nachfolger ihren Abschluss.
Nach dem Tode Konrads ging die Grafschaft auf dessen Söhne Heinrich und Friedrich über. Dominierend war Friedrich. Dieser führte den Grafentitel und regierte nunmehr von Arnsberg aus. Der Bruder Heinrich wurde mit der Grafschaft Rietberg abgefunden. Einer der weiteren Erben Konrads – Luitpold – verkaufte seinen Anteil des Territoriums an den Erzbischof von Köln.
Friedrich sah sich gezwungen auf die bis Friesland ausgreifende Politik seiner Vorfahren zu verzichten und sich um die Sicherung seiner Rechte in seinem Kernraum zu konzentrieren. Dort waren diese potentiell bedroht von den Erzbischöfen von Köln und Lothar von Süpplingenburg als Herzog von Sachsen. Über den engeren Bereich seiner Grafschaft hinaus war Friedrich von Bedeutung, weil er in der Politik des Reiches eine beachtliche Rolle spielte und Einfluss auf die zeitgenössischen Kaiser ausübte. Allerdings hat er, wenn es nötig tat, die Seite gewechselt und nutzte die konkurrierenden Kräften des Kaisers, der Kölner Erzbischöfe und des Herzogs von Sachsen in der Region für seine Ziele aus.
Wie sein Vater stand er im anhaltenden Streit mit dem Reformpapsttum auf Seiten der Kaiser (was zu seiner negativen Beurteilung durch geistliche Chronisten beigetragen haben mag.)
Im Jahr 1102 kam es wohl in diesem Zusammenhang zu einem Einfall des Grafen in das Gebiet des Erzbischofs von Köln Friedrich I. von Schwarzenburg. Im Gegenzug fiel der Bischof in die Grafschaft ein und zerstörte das Arnsberger Schloss. Die Truppen des Bischofs wurden anschließend allerdings von Friedrich besiegt und teilweise gefangen genommen.
Um den Konflikt beizulegen, sah sich Friedrich gezwungen, etwa die Hälfte seines Territoriums an den Erzbischof abzutreten. Der Erzbischof erwarb in diesem Zusammenhang auch die Burg Hachen und verfügte damit über einen Stützpunkt in unmittelbarer Umgebung Arnsbergs. Die Arnsberger Burg wurde wieder aufgebaut und unterhalb derselben bildete sich eine Siedlung, aus der die Stadt Arnsberg hervorging.
Im Konflikt zwischen dem späteren Kaiser Heinrich V. und dessen Vater Heinrich IV. stand Friedrich im Gegensatz zu großen Teilen des Adels auf Seiten des Vaters. In diesem Zusammenhang griff er den auf Seiten des Sohnes stehenden Bischof Burchard von Münster an, nahm diesen 1106 gefangen und lieferte ihn an den Kaiser aus.
Aus diesem Grund war nach dem Tod Heinrichs IV. das Verhältnis zum neuen Herrscher nicht ungetrübt. Daher begleite nicht der Graf, sondern dessen Bruder Heinrich Kaiser Heinrich V. auf seinem Kaiserzug nach Italien. Heinrich gehörte 1111 während der Verhandlungen mit Papst Paschalis II. zu den von den Deutschen gestellten Geiseln.
Im Jahr 1112 besuchte Friedrich das Hoflager des Kaisers in Münster und hat diesem seine Gefolgschaft geschworen. Freilich dauerte dieses Einvernehmen nicht lange. Friedrich und sein Bruder Heinrich gehörten 1114 zu den sächsischen Adeligen, die sich gegen den Kaiser empörten und auf die Seite von Lothar von Süpplingenburg überwechselten. Als er während der Schlacht bei Jülich mit seinen Truppen den kaiserlichen Einheiten in den Rücken fiel, trug er entscheidend zu dessen Niederlage bei. Die kaiserlichen Truppen fielen daraufhin plündernd in die Grafschaft ein, konnten Friedrich aber nicht entscheidend schwächen, der weiterhin eine wichtige Rolle in der Empörung des Adels spielte.
Nach Verhandlungen mit hochrangigen kaiserlichen Abgesandten schwor Friedrich 1115 dem Kaiser wieder die Treue. In der Tat war der Graf seither in den Diensten des Kaisers tätig – etwa im kriegerischen Konflikt um die Besetzung des Bischofsstuhl von Osnabrück. Im Jahr 1120 war Friedrich einer der Vermittler zwischen dem Kaiser und den aufständischen Fürsten. Zum Dank für seine Dienste erhielt er für sich und seine Nachfahren wohl 1118 das Vorstreitrecht zwischen Rhein und Weser.
War Friedrich in den vorangegangenen Jahren vor allem in die Konflikte des Reiches verwickelt, musste er sich nunmehr um den Bereich seiner Herrschaft selbst kümmern. So hat er vergeblich versucht, die Gründung der Burg Altena durch den Grafen von Berg zu verhindern. Ebenso vergeblich war sein gewaltsamer Versuch, die Umwandlung der Burg Cappenberg in ein Prämonstratenserkloster zu verhindern. Der Gründer des Klosters Cappenberg Gottfried von Cappenberg hatte die Arnsberger Erbtochter Jutta/Ida geheiratet. Beide traten in den Prämonstratenserorden ein. Nach dem Tod Gottfrieds kehrte Ida/Jutta ins weltliche Leben zurück und heiratete Gottfried von Cuyk aus einem bedeutenden niederrheinischen Adelsgeschlecht.
Friedrich war zwar einer der wichtigsten Regenten der Grafschaft, hat aber auch deren Kräfte überspannt und damit langfristig zu ihrem Bedeutungsverlust beigetragen.
Besonders die Abtretung eines Großteils der Grafschaft an den Kurfürsten von Köln erwies sich als nachteilig, da dieses Gebiet zum Ausgangspunkt der Expansion Kölns in Westfalen in den nächsten Jahrhunderten (zu Lasten insbesondere der Grafschaft Arnsberg) wurde.

### Grafen von Cuyk-Arnsberg
Nach dem Tod Friedrichs war die alte Linie der ehemaligen Grafen von Werl ausgestorben. Die Grafschaft fiel an den Ehemann der Tochter Jutta/Ida aus dem Geschlecht der Herren von Cuyk. Dieser hat als Gottfried I. in der Grafschaft kaum Spuren hinterlassen und konzentrierte sich wohl vor allem auf seine niederländischen Besitztümer.
Nachfolger wurde Heinrich I. Auch dieser weilte in den ersten Jahren seiner Herrschaft oft an der Seite der Kaiser, aber auch in der Umgebung von Erzbischof Rainald von Dassel und seines Verwandten Heinrich des Löwen. Bei den Fürsten fiel er jedoch durch den Mord an seinem Bruder in Ungnade. Erzbischof und Heinrich der Löwe (in seiner Eigenschaft als Herzog von Sachsen) traten als Rächer auf. Ihnen schlossen sich weitere Bischöfe Westfalens an. Zusammen belagerten sie 1166 Arnsberg und eroberten und zerstörten die Burg. Der Graf konnte entkommen. Als er verbannt werden sollte, griff Kaiser Friedrich I. ein und verhinderte die Vollstreckung der Strafe. Allerdings soll Friedrich dem Kölner Erzbischof Rainald von Dassel die Grafschaft zu Lehen aufgetragen haben und Heinrich soll von diesem wieder in seine Herrschaftsrechte eingesetzt worden sein.

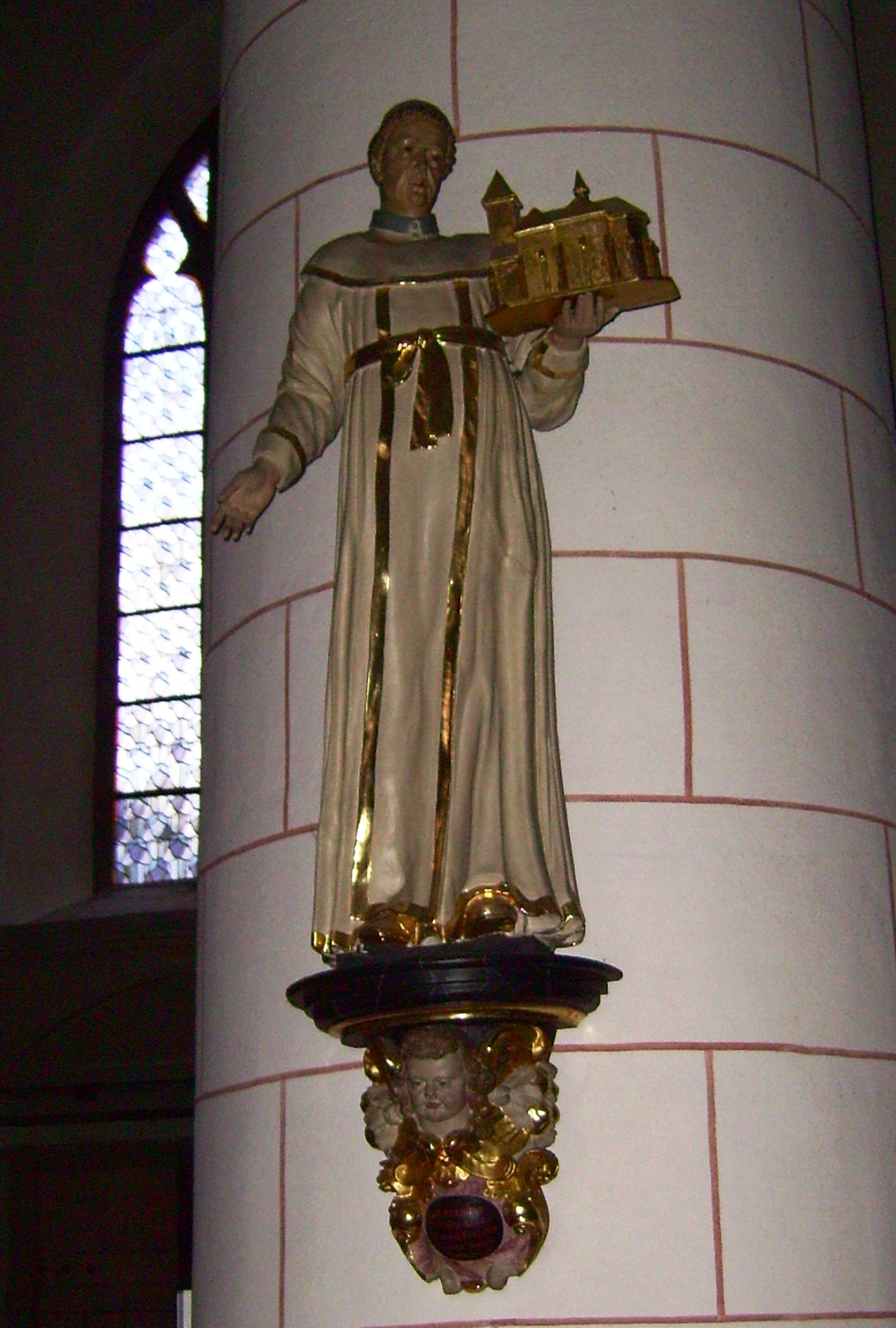
Graf Heinrich I. als Stifter des Klosters Wedinghausen

Eine für die Region positive Folge des Mordes war die Gründung des Prämonstratenserstifts Wedinghausen um 1170. Von der Tradition wurde die Gründung als Sühneakt aufgefasst. In den Quellen finden sich dazu allerdings keine Hinweise. Am Ende seines Lebens trat der Graf als Laienbruder in das Kloster ein und starb dort am 4. Juni 1200.
In die Zeit Heinrichs fallen für die zukünftige Entwicklung der Grafschaft nachteilige Entwicklungen. Als Folge des Konflikts mit Friedrich I. verlor Heinrich der Löwe das Herzogtum Sachsen. Als Herzogtum Westfalen fielen Teile davon an das Erzstift Köln. Damit nahm mittelfristig der Druck des Erzbistums auf die Grafschaft Arnsberg weiter zu.
Die Kölner Erzbischöfe begannen ihre Position in Westfalen systematisch auszubauen und bald war die Grafschaft Arnsberg fast überall von kölnischem Gebiet umgeben. Vor allem im 13. Jahrhundert legten die Bischöfe zahlreiche befestigte Städte und Burgen in ihrem Gebiet an. Bedrängt wurde die Grafschaft auch von den aufsteigenden Grafen von der Mark.
Graf Gottfried II. trat noch zu Lebzeiten seines Vaters im Jahr 1185 die Regentschaft an. Mitregent war zeitweise sein älterer Bruder Heinrich II. Gleich zu Beginn seiner Herrschaft besiegten seine Truppen in einem Kampf bei Neheim fünf benachbarte Grafen. In seine Zeit fällt der Beginn eines systematischen Aufbaus einer Territorialherrschaft.
Wie sein Vater regierte auch Gottfried III. fast fünf Jahrzehnte. Dieser setzte die Konsolidierungspolitik fort. Kurz nach dem Antritt seiner Herrschaft war der Graf nach familiären Auseinandersetzungen 1237 gezwungen, das Gebiet um Rietberg als Grafschaft Rietberg an einen Verwandten abzutreten. Dadurch wurde die Grafschaft Arnsberg zweifellos weiter geschwächt, allerdings war dies die letzte nennenswerte Gebietsabtretung bis zum Ende dieses Territoriums. Erbteilungen wurden in den kommenden Jahren in der Regel dadurch vermieden, dass nachgeborene Söhne mit geistlichen Pfründen abgefunden wurden.
Auch Gottfried bekam die Macht des Erzbischofs zu spüren, als er sich nach einer Fehde vor diesem demütigen musste. Allerdings entspannte sich das Verhältnis zum Erzstuhl in den folgenden Jahren auffallend. Dies ging sogar so weit, dass Graf Gottfried den Bischof bei militärischen Auseinandersetzungen unterstützte.
Insbesondere dieses relativ gute Verhältnis ermöglichte den Arnsberger Grafen in der Folge eine Politik des inneren Landesausbaus. Mit der Wahl von Graf Siegfried II. von Westerburg zum Erzbischof änderte sich dies freilich wieder. Graf Gottfried gehörte zu einem letztlich vergeblichen Bündnis westfälischer Adeliger, Bischöfe sowie des Landgrafen von Hessen zur Brechung des Einflusses Kölns in Westfalen. In den folgenden Jahren seiner Regentschaft hat Gottfried vermutlich keine weiteren kriegerischen Aktionen unternommen. Stattdessen gründete er 1246 das Zisterzienserinnenkloster Himmelpforten im Möhnetal.
Auch Graf Ludwig regierte die Grafschaft über 40 Jahre lang. Nach innen setzte er den Ausbau und die Konsolidierung des Herrschaftsgebiets fort. Durch Rodungen entstanden etwa die Dörfer Sundern, Hagen und Langscheid, die teilweise zu Freiheiten erklärt wurden.
Unter Graf Wilhelm wurde das Territorium noch einmal in größere politische Zusammenhänge verwickelt. Im Gegensatz zum Erzbischof von Köln unterstützte Wilhelm nach dem Tod Kaiser Heinrichs VII. nicht Friedrich I. von Österreich, sondern Ludwig von Bayern. Dieser setzte sich als Ludwig IV. bei diesem Konflikt durch. Zum Dank erhielt Graf Wilhelm vom Kaiser zum Reichslehen: die Vogtei über Soest, herzogliche Rechte innerhalb der Grenzen seiner Grafschaft, den so genannten Vorstreit (d. h. ritterliches Ehrenrecht – das Tragen der Reichsfahne war ansonsten dem Herzog von Schwaben vorbehalten) für den Fall, dass der Kaiser oder der oberste Herzog (d. i. der Erzbischof von Köln) in Westfalen Krieg führt, zudem Wälder und Zolleinnahmen bei Neheim. Die herzoglichen Rechte waren freilich angesichts der faktischen Übermacht Kölns ohne größere praktische Bedeutung.

### Ende der Grafschaft

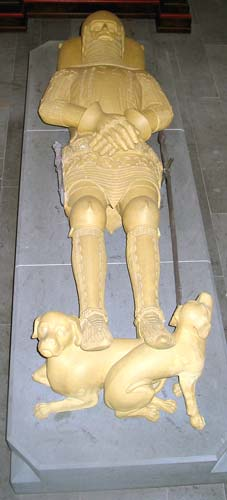
Grabmal von Graf Gottfried IV. (Kopie) in der St.-Johannes-Kirche Arnsberg-Neheim

Graf Gottfried IV. war der letzte Graf der Grafschaft, spielte aber nach außen eine weit aktivere Rolle als die meisten seiner Vorgänger. Noch zu Lebzeiten des alten Grafen verfiel Gottfried dem päpstlichen Bann, weil er den Bischof von Münster, Ludwig II. von Hessen, wegen dessen Übergriffen auf die Grafschaft gefangen nehmen ließ. Erst kurz nach dem Beginn seiner Regentschaft wurde er von diesem Bann gelöst. In den ersten Jahren seiner Regentschaft war das Verhältnis zum Kölner Erzbischof relativ entspannt. Dieser gab dem Grafen sogar das Recht, die Stadt Hirschberg zu befestigen. Dieses Einvernehmen endete, als Gottfried zusammen mit Graf Adolf II. von der Mark die kölnische Stadt Menden belagerte und einnahm. Dieser Konflikt endete in einem Vergleich.
In den Folgejahren verschoben sich die Kräfteverhältnisse in Westfalen drastisch zu Lasten des Arnsberger Grafen. Nach dem Amtsantritt Wilhelm von Genneps als neuer Kölner Erzbischof kam es zu einem Bündnis des Erzstuhls mit Engelbert III. von der Mark. Konnten die Arnsberger in der Vergangenheit zwischen den beiden mächtigen Nachbarn lavieren, stand Gottfried der vereinten Übermacht nunmehr isoliert gegenüber. Infolge einer Fehde (1352) mit der Mark konnte der Erzbischof Gottfried zwingen, unter anderem auf die Ausübung der geistlichen Gerichtsbarkeit zu verzichten. Außerdem musste er alle Ansprüche auf die Herrschaft Ardey sowie Gerichtsrechte in Schmallenberg, Körbecke und anderen Orten aufgeben. Dem Grafen von der Mark musste Gottfried Fredeburg abtreten.
Im Jahr 1357 kam es erneut zu Übergriffen Kölns auf die Grafschaft Arnsberg. Im Verlauf des sogenannten „Arnsberger Krieges“ wurde von Graf Gottfried vermutlich die Stadt Winterberg zerstört. Diese Auseinandersetzung endete ohne einen Sieg einer der beiden Seiten. Es kam zeitweise sogar zu einer Annäherung und zur Ernennung von Graf Gottfried zum Marschall von Westfalen durch den Erzbischof.
Bedrohlich wurde die Lage, als der Erzstuhl an Adolf von der Mark (1363) fiel, dem nach kurzer Regentschaft aus demselben Hause Engelbert III. folgte. Nunmehr drohte ein koordiniertes Vorgehen der beiden mächtigen Nachbarn gegen die Grafschaft. Tatsächlich kam es 1366 zu militärischen Auseinandersetzungen zwischen Mark und Arnsberg. In deren Verlauf kam es zur Belagerung, Eroberung und Einäscherung der Stadt Arnsberg.
Der Bestand der Grafschaft war aber auch durch die Kinderlosigkeit des Regenten bedroht. Als keine Hoffnung auf einen leiblichen Nachkommen mehr bestand, wurde die Übertragung der Herrschaft nötig. Zunächst dachte Gottfried an einen Neffen aus dem Hause Oldenburg. Als dieser und ein weiterer möglicher Nachfolger starben, war die Situation wieder offen. Das Haus der Grafen von der Mark kam aus naheliegenden Gründen nicht in Frage. Auch ein Übergang an Köln war angesichts der zurückliegenden Konflikte auf den ersten Blick kaum vorstellbar. Gleichwohl kam es zum Verkauf der Grafschaft an den Erzstuhl. Dazu trug unter anderem bei, dass Bischof Engelbert nicht mehr die volle Verfügungsgewalt über das Bistum hatte, sondern durch die Ernennung von Kuno von Falkenstein zum Koadjutor faktisch entmachtet worden war. Im Übrigen profitierte nach dem Tod des Bischofs 1367 auch nicht das Haus Mark, sondern mit Friedrich III. von Saarwerden ein weitgehend Fremder von diesem Schritt.
Im Jahr 1368 verkaufte Gottfried die Grafschaft Arnsberg für 30.000 Gulden an den Erzbischof von Köln. Gottfried und seine Gemahlin verließen ihr Herrschaftsgebiet und ließen sich im Rheinland nieder. Nach dem Tode Gottfrieds wurde er als einziger weltlicher Fürst 1371 im Kölner Dom beigesetzt. Für Köln bedeutete der Erwerb der Grafschaft, dass ihr Herzogtum Westfalen, das zuvor um die Grafschaft herumgewachsen war, eine Mitte bekam.

## Grafenfamilie

### Verwandtschaftsbeziehungen und Nebenlinien

Stammbaum der Grafen von Arnsberg

Über die Abstammung von den Werler Grafen waren die Grafen von Arnsberg mit den Saliern sowie dem Königshaus von Burgund verwandt. Es gab auch verwandtschaftliche Verbindungen mit Friedrich I. und Lothar III.
Neben der Hauptlinie gab es einige andere Familien, die auf die Grafen von Arnsberg zurückgingen. Dazu zählten die Edelherren von Rüdenberg, die zunächst auf der Alten Burg in Arnsberg ansässig waren. Diese erwarben später die Burggrafschaft Stromberg und zerfielen schließlich in die Linien Stromberg, Rüthen und Arnsberg. Eine weitere Nebenlinie waren die so genannten „Schwarzen Edelherren“ von Arnsberg, wahrscheinlich Nachkommen des durch seinen Bruder Heinrich I. umgekommenen Grafen Friedrich. Diese Familie lässt sich immerhin über vier Generationen nachweisen, ehe sie Ende des 13. Jahrhunderts erlosch. Für beide Familien gibt es aber auch die These, dass es sich um eigenständige Familien gehandelt habe. Die bedeutendste Nebenlinie war die der Grafen von Rietberg.
Verwandtschaftliche Beziehungen hatten die Grafen von Arnsberg mit den bedeutendsten Dynastenfamilien in Westfalen und auch darüber hinaus. Dazu gehörten etwa die Häuser Altena-Mark, die Edelherren von Bilstein, Blieskastel, Lippe, Ravensberg, Jülich, Wittgenstein, Waldeck, Oldenburg, Mecklenburg und Kleve.
Verschiedene Angehörige des gräflichen Hauses brachten es im Dienst der Kirche zu beachtlichen Stellungen. Jutta von Arnsberg war von 1146 bis 1162 Äbtissin des Stifts Herford. Adelheid war Äbtissin des Stifts Meschede. Bertha wurde 1243 Äbtissin des Stifts Essen. Syradis († 1227) war Äbtissin von St. Aegidii in Münster. Agnes von Arnsberg († 1306) war die letzte Äbtissin von Meschede. Ihr Bruder Johannes († 1319) war erster Propst des in Meschede neu errichteten Kanonikerstifts. Gottfried von Arnsberg († 1363) war Erzbischof von Bremen und Hamburg. Eine weitere Jutta war Äbtissin von Fröndenberg. Mechthild war Äbtissin in Böddeken und Piornette war Äbtissin von St. Ursula in Köln.

### Lehnsrechtliche Stellung

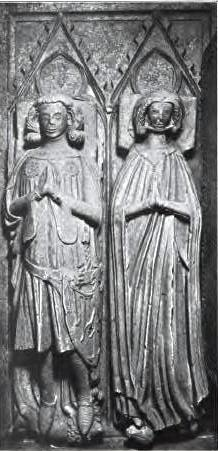
Graf Heinrich II. von Arnsberg und seine Frau Ermengard. Heinrich war Mitregent von Gottfried II. und wurde Graf von Rietberg

In einer Urkunde Friedrich I. von 1152 wurde Graf Heinrich als „princeps“ bezeichnet. Die Grafen verfügten über verschiedene Reichslehen, auch wenn aus den Quellen keine Belehnung durch einen Kaiser für die gesamte Grafschaft hervorgeht. Die Forschung hat die rechtliche Stellung der Grafschaft unterschiedlich bewertet. Teilweise wurde sie als Reichslehen, als Lehen der Kölner Erzbischöfe und als Allod der Familie angesehen. In der Verkaufsurkunde an den Erzstuhl von 1368 wurde die Grafschaft als Allodialbesitz definiert: „que omnia et singula nostra bona liberta et allodiale fuerunt, et a nemine feudali seu alio jure dependent.“ Erst nach dem Verkauf wurde die Grafschaft ein an die Kölner Bischöfe vergebenes Reichslehen.
Allerdings gab es bereits zuvor Reichslehensrechte. Dazu gehörte insbesondere das Recht des Vorstreits zwischen Weser und Rhein, das verschiedentlich bestätigt wurde. Auch der Zoll und das Brückengeld von Neheim waren Reichslehen. Dasselbe gilt für die Vogtei über Soest, mehreren Gogerichte, alle Freigrafschaften der Grafschaft, Münzrechte, der Luerwald und der Wildbann. Diese Rechte wurden zuletzt Gottfried IV. 1338 bestätigt.
Auch gegenüber den Kölner Erzbischöfen gab es lehensrechtliche Beziehungen. Die 1232 von den Arnsberger Grafen erworbene Burg Hachen, die mit den Vogteien über Menden, Sümmern und Eisborn verbunden war, wurde von den Erzbischöfen als Lehen angenommen. Damit verbunden war auch die Obervogtei über Kloster Grafschaft. Im Laufe der Zeit wurde die Burg Hachen dann zum Allodialbesitz der Grafen. Für das Befestigungsrecht für Hirschberg übergab Gottfried IV. seinen dortigen Allodialbesitz an die Erzbischöfe und erhielt das Gebiet als Lehen zurück. Nach einer verlorenen Fehde musste Gottfried IV. auch Hüsten und das Hochgericht in Schmallenberg an die Kölner Kirche abtreten, um diese Besitzungen als Mannlehen zurückzubekommen. Weitere Lehensverhältnisse bestanden am Ende der Grafschaft mit der Landgrafschaft Hessen und der Grafschaft Geldern.
Die Grafen selbst verfügten über erheblichen Allodialbesitz, den sie teilweise als Lehen vergaben. So besaßen die Grafen von Wittgenstein und der Mark sowie die Edelherren von Büren, von Bilstein, von Rüdenberg, von Grafschaft und von Itter Lehen der Arnsberger Grafen.
Um über die verschiedenen Lehensbeziehungen den Überblick zu behalten, wurde seit der Zeit des Grafen Ludwig ein Lehensregister geführt. Dieses war eines der ersten seiner Art in Westfalen.

## Landesherrschaft

### Territorium
Im Jahr 1237 erhielt das Gebiet nach Abtretung der Grafschaft Rietberg seine bis zum Ende des Territoriums endgültige Form. Im Kern umfasste die Grafschaft Arnsberg die späteren Landkreise Arnsberg und Meschede im Sauerland ohne das zu Köln gehörende Schmallenberg. Sie war etwa 1.430 km² groß und von den Flüssen Ruhr und Möhne durchflossen. Im Norden grenzte sie an die Bistümer Münster und Paderborn, östlich an die Grafschaft Schwalenberg (später Waldeck), südlich an das Rothaargebirge und westlich an die Grafschaft Mark. Am Ende seines Bestehens (1368) hatte das Gebiet etwa 40-50.000 Einwohner.
An eine weitere Ausdehnung des Gebiets war wegen der Expansion der Erzbischöfe von Köln kaum zu denken. Diese zogen nach und nach alle Gebiete an sich, für die die Grafen von Arnsberg nicht zweifelsfreie Besitzansprüche nachweisen konnten. Die Erwerbungen der Kölner wurden gegen die Arnsberger Grafschaft mit einem Netz von Burgen und Städten geschützt.
Zwar gab der Titel eines Herzogs das Recht dem Erzbischof, den Grafen und anderen Adeligen die Anlage von Burgen und Städten zu verbieten, er war allerdings nicht mächtig genug dies in jedem Fall durchzusetzen. Die Arnsberger Grafen hatten spätestens in der zweiten Hälfte des 13. Jahrhunderts erkannt, dass sie mit Gewalt gegen die Macht der Kölner nicht mehr ankommen konnten. Letztlich blieb nur der innere Ausbau übrig, um die Position einigermaßen zu behaupten.

### Verdrängung konkurrierender Dynasten
Bis zum Ende der Grafschaft haben die Grafen versucht, durch Kauf oder Tausch von Besitzungen ein möglichst geschlossenes Territorium zu schaffen. Weil im Hellwegraum die Gegenkräfte von anderer Seite zu stark waren, konzentrierten sich die Arnsberger Grafen vor allem auf den Sauerländer Raum. Ein Beginn des systematischen Landesausbaus stellte der Erwerb der Burg Hachen mit den daran hängenden Rechten dar. Konkurrierende Dynastenfamilien versuchte man auszuschalten. Außerdem suchten die Grafen ihren Besitz durch Burgen zu sichern und durch Gründung von Städten und Freiheiten aufzuwerten.
Weitgehend verdrängt wurden etwa die Edelherren von Itter, die Schwarzen Edelherren von Arnsberg, die Edelherren von Ardey innerhalb der Grafschaft. Auch große Teile des Besitzes der Rüdenberger kam an die Grafen.
Gottfried IV. ließ sich wahrscheinlich vom letzten Edelherren von Bilstein Fredeburg übertragen. Damit dehnte er die Arnsberger Territorialpolitik bis in die Nähe der kölnischen Städte Schmallenberg und Winterberg aus. Er ließ auch die Freiheit Bödefeld anlegen. Mit dem Erwerb Fredeburgs hätte der Graf auch den Fernhandelsweg von Köln nach Meschede beherrscht. Graf Engelbert III. von der Mark akzeptierte dies nicht und zog nach dem Tod des Edelherren die Herrschaft Bilstein als erledigtes Lehen ein und griff auch nach dem Land Fredeburg.

### Städte und Freiheiten

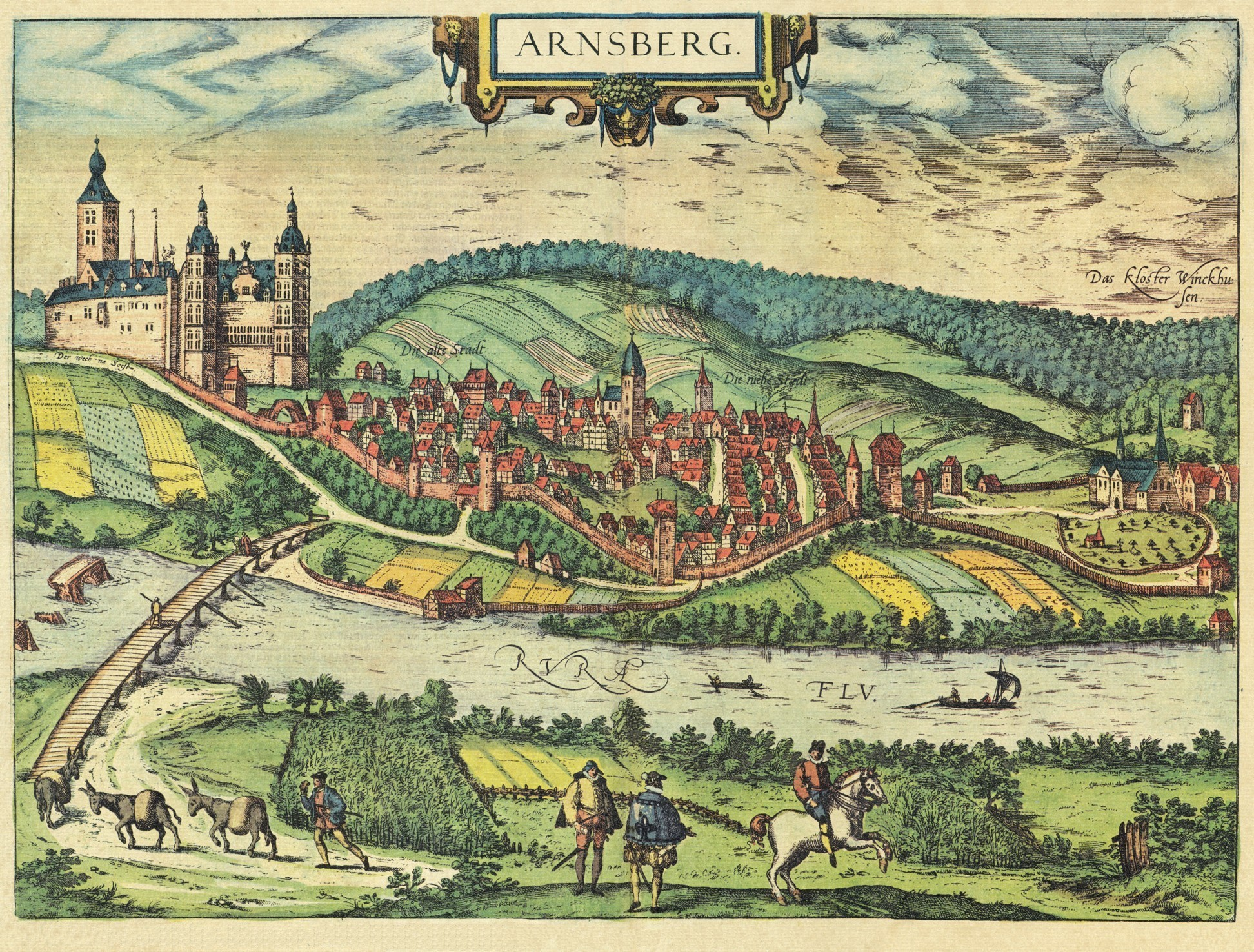
Stadt und Schloss Arnsberg (1588)

Zum inneren Ausbau der Herrschaft diente insbesondere die Anlage und der Ausbau von Städten und Freiheiten. Dazu gehörte zunächst der Ausbau von Burg und Siedlung Arnsberg. An die Burgsiedlung lagerte sich zunächst die Altstadt und um 1238 die Neustadt an. Zu dieser Zeit erhielt die Siedlung auch Stadtrechte. Beide Siedlungsbereiche wurden durch die Arnsberger Stadtmauer geschützt. Es folgten bis zum Ende der Grafschaft weitere Städte und Freiheiten. Zu den Städten gehörten Neheim (Stadtrechte 1358) und Eversberg (1242). Hirschberg erhielt 1308 Stadtrecht, gegen den Widerstand des Erzbischofs war eine Befestigung allerdings zunächst nicht möglich. Hinzu kam Grevenstein.
Während Gottfried III. vor allem das Gebiet entlang der Ruhr sicherte, trieb sein Sohn Ludwig die Erschließung der Waldgebiet im Inneren der Grafschaft durch Gründung von so genannten Freiheiten voran. Diese waren hinsichtlich der gewerblichen Produktion den Städten gegenüber gleichwertig, verfügten aber nicht über volle Stadtrechte. Dabei ging es um die Nutzung der Wälder, Förderung der Landwirtschaft und später auch des Bergbaus und Hüttenwesens. Inwieweit bereits Fernhandel betrieben wurde, ist unklar. Freiheiten waren 1368: Hüsten, Allendorf, Sundern, Langscheid, Hachen, Freienohl, Hagen, Bödefeld und Meschede. Damit gehörte die Grafschaft zu den westfälischen Territorien mit der höchsten Dichte von Siedlungen mit städtischen oder stadtähnlichen Rechten. Hinter den Gründungen standen stets strategische Überlegungen. So sollte Eversberg das Ruhrtal im Osten sichern. Gleichzeitig sollte die Stadt das bisher weitgehend unbesiedelte Gebiet des heutigen Arnsberger Waldes erschließen. Neheim diente zur Kontrolle des westlichen Ruhr- und des Möhnetals. Hirschberg sollte eine Bastion gegen die kölnischen Städte Warstein, Kallenhardt, Belecke und Rüthen dienen.
Neben sicherungspolitischen Aufgaben spricht viel dafür, dass zumindest einige der Neugründungen ökonomische Hintergründe hatten. Insbesondere die Nähe zu nutzbaren Erzlagerstätten dürfte dabei eine Rolle gespielt haben. So gab es bei Eversberg Eisenerzvorkommen. Die Gründung von Hagen in ausgesprochener Ungunstlage wird durch die reichen Erzvorkommen wirtschaftlich sinnvoll. Dies gilt auch für Grevenstein oder Allendorf. Neuere Forschungen urteilen, dass die Grafen von Arnsberg am konsequentesten in der Region „auf eine landesherrliche Nutzung der Erträge aus Land- und Forstwirtschaft, Berg- und Hüttenwesen, aber auch aus dem durchgehenden Fernverkehr“ achteten. Die Grafen zogen aus dem Montangewerbe 1348 immerhin 500 Gulden Zehnteinkünfte.
Städte und Freiheiten übernahmen dabei unterschiedliche Funktionen. Städte dienten dem Schutz, dem Handel und teilweise der Verwaltung. Die Freiheiten waren zur wirtschaftlichen Nutzung des Umlandes gedacht. Meschede hatte eine gewisse Sonderstellung, verfügte die alte Stiftssiedlung doch seit langem über einen Markt. Der Ort war eines der wirtschaftlichen Zentren der Grafschaft. Das andere war Arnsberg. Städte und Freiheiten trugen immerhin zu 25 % zu den Gesamteinnahmen der Grafschaft bei.

### Burgensystem

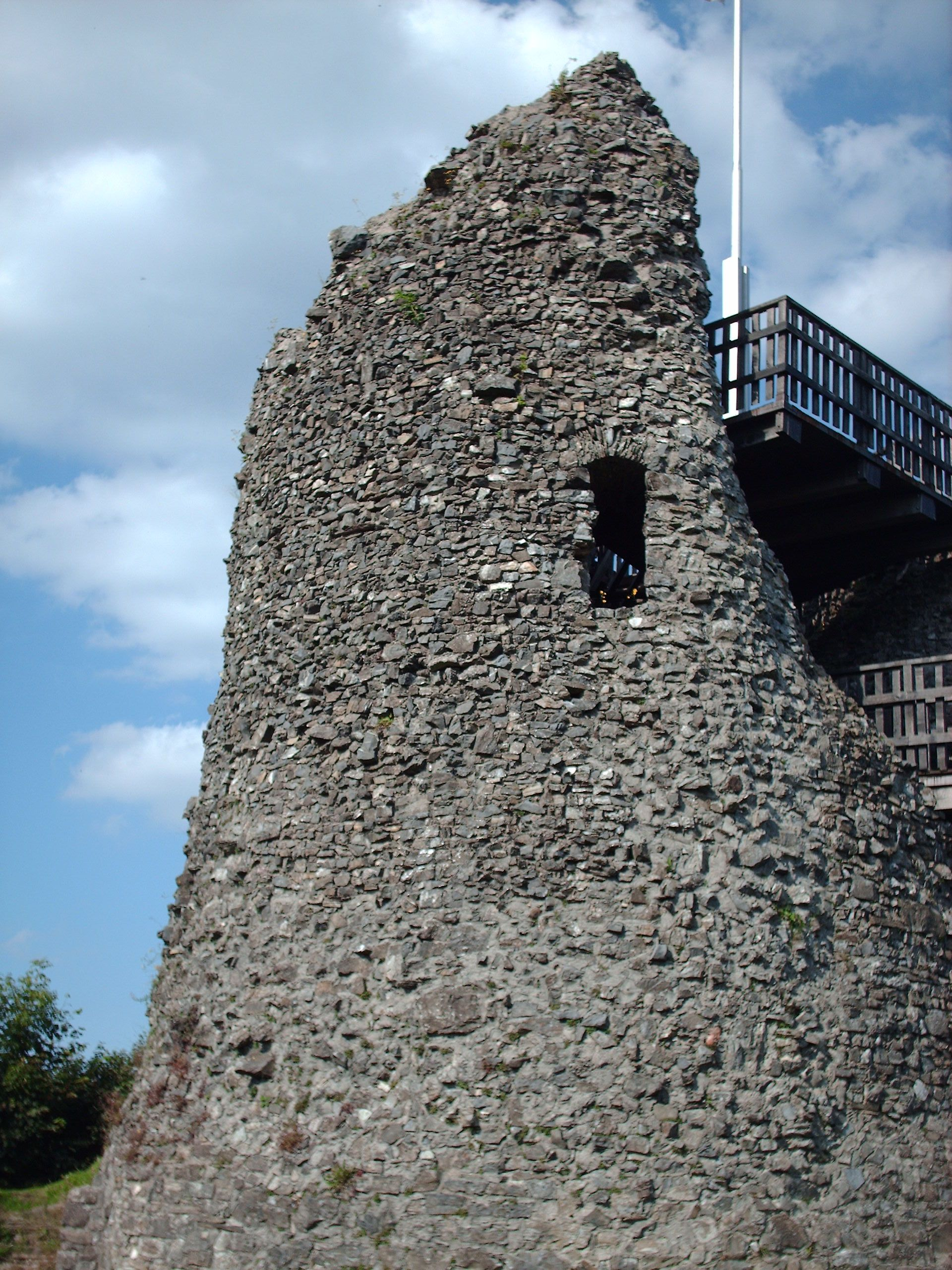
Burg Eversberg war eine der Landesburgen der Grafschaft

Dem Schutz des Landes dienten auch die gräflichen Burgen. Im Jahr 1368 gab es acht Landesburgen. Die meisten (Arnsberg, Eversberg, Neheim, Grevenstein und Hirschberg) waren mit einer Stadt verbunden. Die Burg Hachen lag in der Nähe der gleichnamigen unbefestigten Freiheit. Die Burgen Wallenstein und Wildshausen entstanden ohne nahe Siedlung.
Die im Verkaufsinventar von 1368 verzeichneten Burgen führen nicht alle Burgen auf, die zumindest zeitweise zur Verteidigung der Grafschaft dienten. Dazu zählte etwa die Fredeburg, die um 1348 im Besitz von Gottfried IV. war. Burg und Land Fredeburg gingen 1367 an die Grafen von der Mark verloren. Gegen die märkische Plansiedlung Neuenrade wurde die Burg Gevern 1353 befestigt. Diese wurde von Graf Engelbert III. 1355 zerstört. Neben den Landesburgen gab es weitere Burgen die anderen Geschlechtern zu Lehen aufgetragen wurden. Dazu zählten etwa die Burg Herdringen oder die Burg Melschede. Die Burg Nordenau wurde von den Edelherren von Grafschaft als Vasallen der Arnsberger den Grafen als Offenhaus aufgetragen. In der Nähe Arnsbergs lag die Rüdenburg. Neben den eigentlichen Burgen gab es noch einige befestigte Häuser.

### Ausbau der gräflichen Rechte
Neben den genannten Maßnahmen zur Sicherung und zum Landesausbau haben die Grafen sich auch bemüht ihre Rechte und Einnahmen zu vergrößern. In diesem Zusammenhang ist der Besitz von Gerichten von erheblicher Bedeutung. Die Grafen empfingen vom Reich zahlreiche Freigrafschaften. Auch einige Gogerichte wie die von Hövel, Wickede und Calle waren Reichslehen. Gogerichte in der Hand der Grafen gab es auch in Neheim, Hüsten, Arnsberg, Affeln und Körbecke. Der kölnische Anteil am Gogericht Attendorn war ab dem 12. Jahrhundert im Pfandbesitz der Arnsberger. Mit den Gerichten waren erhebliche Einnahmen verbunden. Weitere Einnahmen kamen aus verschiedenen Abgaben und Zehnten.
Von Bedeutung war auch das Münzrecht. Eine wichtige Geldquelle waren auch Mühlen. Allein 28 Mühlen hatten ihre Abgaben direkt an den Grafen zu zahlen.

### Förderung von Klöstern und Stiften
Ebenso gehörte die Förderung der Klöster und Stifte im Arnsberger Gebiet zur Politik der Entwicklung des Gebietes. Die Klöster und Stifte waren wie Meschede, Oedingen, Wedinghausen, Rumbeck und Himmelpforten entweder von der Grafenfamilie maßgeblich gegründet worden oder gerieten wie Oelinghausen später unter ihren Einfluss. Die Grafen förderten Wedinghausen und die zugehörigen Klöster Rumbeck und Oelinghausen. Adelheid von Arnsberg stiftete 1246 das Kloster Himmelpforten. Dieses wie auch die anderen Klöster waren nicht nur geistliche Zentren, sondern dienten auch dem Landesausbau. Der Einfluss der Grafen auf das Stift Meschede hatte zu dieser Zeit etwas nachgelassen. Dies war mit Blick auf die erstrebte Territorialbildung problematisch, weil sich um das Stift eine Marktsiedlung gebildet hatte, die zu einem wichtigen Verkehrsknotenpunkt wurde. Um die Kontrolle über diesen wichtigen Bereich zu erlangen, gründete Gottfried III. die Stadt Eversberg. In der Folge gelang es auch wieder das Amt der Äbtissin mit einer Angehörigen des Grafenhauses zu besetzen. Zur Zeit von Graf Ludwig wurde das Stift Meschede in ein Kanonikerstift umgewandelt. Zwar wurde dies mit dem Niedergang der Damengemeinschaft begründet, aber von Seiten der Grafen diente dies sicher auch zur Herrschaftssicherung. Die Leiter der Einrichtung kamen bis zum Ende der Grafschaft aus der Familie des Landesherren. Zur Beschränkung des Einflusses der Kölner Erzbischöfe bemühten sich die Grafen um die Ausweitung ihrer Patronatsrechte.

### Integration in das kölnische Westfalen
Das kölnische Westfalen bestand beim Erwerb der Grafschaft Arnsberg aus dem Amt Waldenburg bei Attendorn und dem Marschallamt für Westfalen. Die Grafschaft Arnsberg lag zwischen diesen beiden getrennten Bereichen. Sie wurde nicht in das Marschallamt integriert, sondern bildete einen weiteren Teil des kölnischen Westfalen. Für das neue Gebiet war zunächst ein eigener Amtmann vorgesehen. Zeitweise kam es zu einer Personalunion von Arnsberger Amtmann und Marschall von Westfalen. Die Grafschaft blieb bestehen, wenn auch unter einem anderen Landesherren. Die im sonstigen kölnischen Westfalen übliche Untergliederung in Ämter wurde nur zögerlich in der Grafschaft eingeführt. Erst auf längere Sicht kam es zu einer Angleichung der Teile des kölnischen Westfalen zum Herzogtum Westfalen. Aber bis fast zum Ende des Alten Reiches war die Grafschaft nicht vollständig in das Herzogtum integriert. Noch im 18. Jahrhundert gab es Zollstationen an den Grenzen der Grafschaft. Diese wurde erst 1791 an die Außengrenzen des Herzogtums verlegt. Ebenfalls unterschiedlich blieb das Lehnsrecht. Die Erzbischöfe und Kurfürsten von Köln führten den Titel eines Grafen von Arnsberg und der Arnsberger Adler wurde Teil des Wappens des Kurstaates.

## Wappen

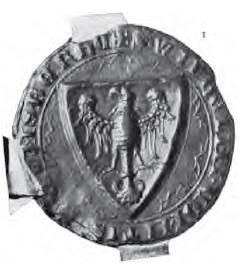
Siegel von Graf Wilhelm

Blason des Wappens der Grafen von Arnsberg: „In Rot ein silberner Adler. Auf dem Helm mit rot-silbernen Decken ein schwarzer halber Flug, belegt mit einer roten Scheibe, darin der silberne Adler.“
Der Arnsberger Adler gehört zu den ältesten Wappenbildern in Deutschland. Er erscheint 1154 zum ersten Mal auf einem Siegel von Graf Heinrich I. Eine erste farbige Abbildung ist im Wappenbuch des Herolds Gelre von 1370 abgebildet. Das Wappen wurde nach 1368 Teil des Wappens des Herzogtums Westfalen. Ein erster Nachweis findet sich in einer Abbildung auf einem Fenster des Kölner Doms von 1508. Allerdings wurde im 17. Jahrhundert die Grundfarbe Rot in Blau geändert. Das gräfliche Wappen wurde von einigen Städten und Freiheiten wie Arnsberg, Balve, Eversberg, Grevenstein, Hachen. Hüsten, Meschede und Neheim übernommen. In den Stadtwappen wird der Adler in den Farben Weiß und Blau geführt.

## Liste der Grafen von Arnsberg
Haus Werl
- bis 1092 Konrad II.
- 1102–1124 Friedrich, der Streitbare

 Haus Kuik
- 1124–1154 Gottfried I.
- 1154–1185 Heinrich I., der Brudermörder
- 1185–1231 Gottfried II.
- 1235–1282 Gottfried III.
- 1282–1313 Ludwig
- 1313–1338 Wilhelm
- 1318–1368 Gottfried IV.